# Trudi Musgrave
Trudi Musgrave (* 10. September 1977 in Newcastle, New South Wales) ist eine ehemalige australische Tennisspielerin.

## Karriere
Musgrave gewann 1994 bei den Australian Open den Juniorinnentitel. 2002 drang sie bis ins Viertelfinale der Doppelkonkurrenz der French Open vor und erreichte im Jahr darauf das Achtelfinale der US Open. Im Jahr 2004 erlitt sie jedoch eine schwere Knieverletzung und, nachdem sie sich bereits 2008 aus der Einzelkonkurrenz zurückgezogen hatte, beendete sie nach der Saison 2010 ihre Tennislaufbahn ganz.
Trudi Musgrave gewann in ihrer Karriere zwei Einzel- und 41 Doppeltitel auf ITF-Turnieren.

## Turniersiege

### Einzel
| Nr. | Datum             | Turnier    | Kategorie   | Belag     | Finalgegnerin       | Ergebnis |
| --- | ----------------- | ---------- | ----------- | --------- | ------------------- | -------- |
| 1.  | 28. März 1999     | Corowa     | ITF $10.000 | Rasen     | Rochelle Rosenfield | 6:0, 6:1 |
| 2.  | 16. November 2003 | Port Pirie | ITF $25.000 | Hartplatz | Anouska van Exel    | 6:4, 6:0 |